# Zhuchengtitan
Zhuchengtitan zangjiazhuangensis is een plantenetende sauropode dinosauriër, behorend tot de Titanosauriformes, die tijdens het late Krijt leefde in het gebied van het huidige China.
In 2017 werd de typesoort Zhuchengtitan zangjiazhuangensis benoemd en beschreven door Mo Jinyou, Wang Kebai, Chen Shuqing, Wang Peiye en Xu Xing. De geslachtsnaam verbindt een verwijzing naar het vondstgebied Zucheng in Shandong met een Oudgrieks Titaan. De soortaanduiding verwijst naar de Zangjia Zhuang-groeve waar het fossiel in 2008 gevonden werd.
Het holotype, ZJZ- 57, is gevonden in een laag van de Wangshigroep op de grens van de Xingezhuangformatie en de Hongtuyadieformatie die dateert uit het late Campanien, ruim 73,5 miljoen jaar oud. Het bestaat uit een rechteropperarmbeen.
Het holotype, dus het opperarmbeen, is 108 centimeter lang. Dit wijst op een lichaamslengte van zo'n vijftien meter. Het bot is tamelijk zwaar beschadigd met breuken in beide uiteinden en in de deltopectorale kam.
De beschrijvers wisten enkele onderscheidende kenmerken vast te stellen. Het bovendeel is sterk verbreed, gelijk aan 55% van de lengte van het bot. De robuustheidindex, breedte overdwars gedeeld door de lengte, is hoog met 0,37, zodat het opperarmbeen als zwaargebouwd mag gelden.
Zhuchengtitan is in de Titanosauria geplaatst en meer precies in de Saltasauridae, zij het zonder exacte kladistische analyse. Dit zou blijken uit de grote bult op het bovenste derde deel van het bovenvlak en de grote deltopectorale kam. Een verwantschap werd vermoed met Opisthocoelicaudia.